# Hnědouhelný lom

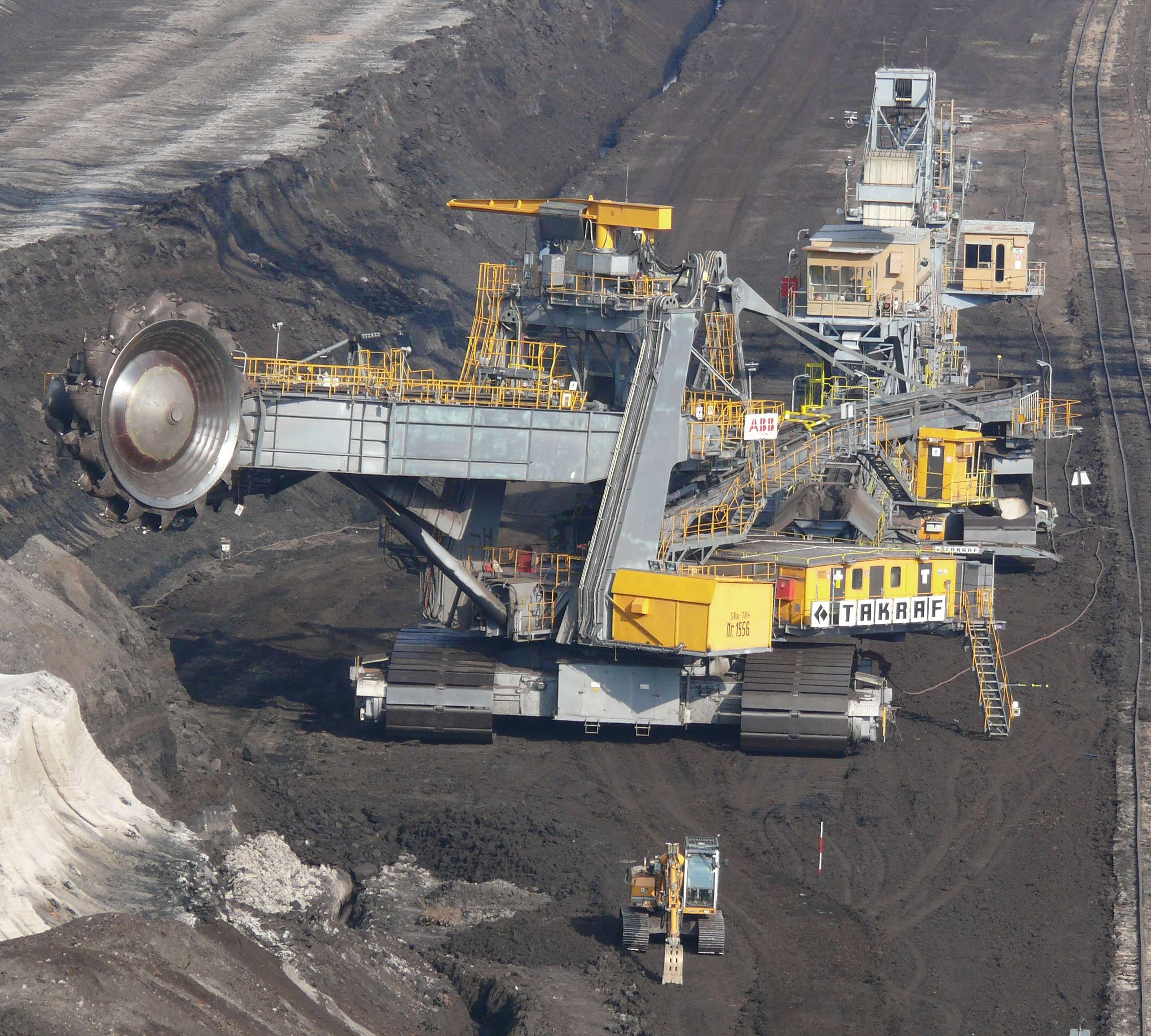
Velkostroj v lomu Cottbus-Nord východně od německé Chotěbuzi

Hnědouhelný lom je lokalita s povrchovou těžbou hnědého uhlí. K dobývání suroviny je třeba provést skrývku zeminy a odtěžení nadložních vrstev, většinou sedimentů. Většinou se jedná o třetihorní sedimenty (jíly a písky). Těžba i skrývka se provádí velkostroji a materiál je přemístěn na výsypku.

## Hnědouhelné lomy v Česku
V České republice se provádí těžba hnědého uhlí povrchově pouze v Podkrušnohoří v oblasti Severočeské hnědouhelné pánve a v Sokolovské pánvi.

### Seznam lomů Severočeské hnědouhelné pánve

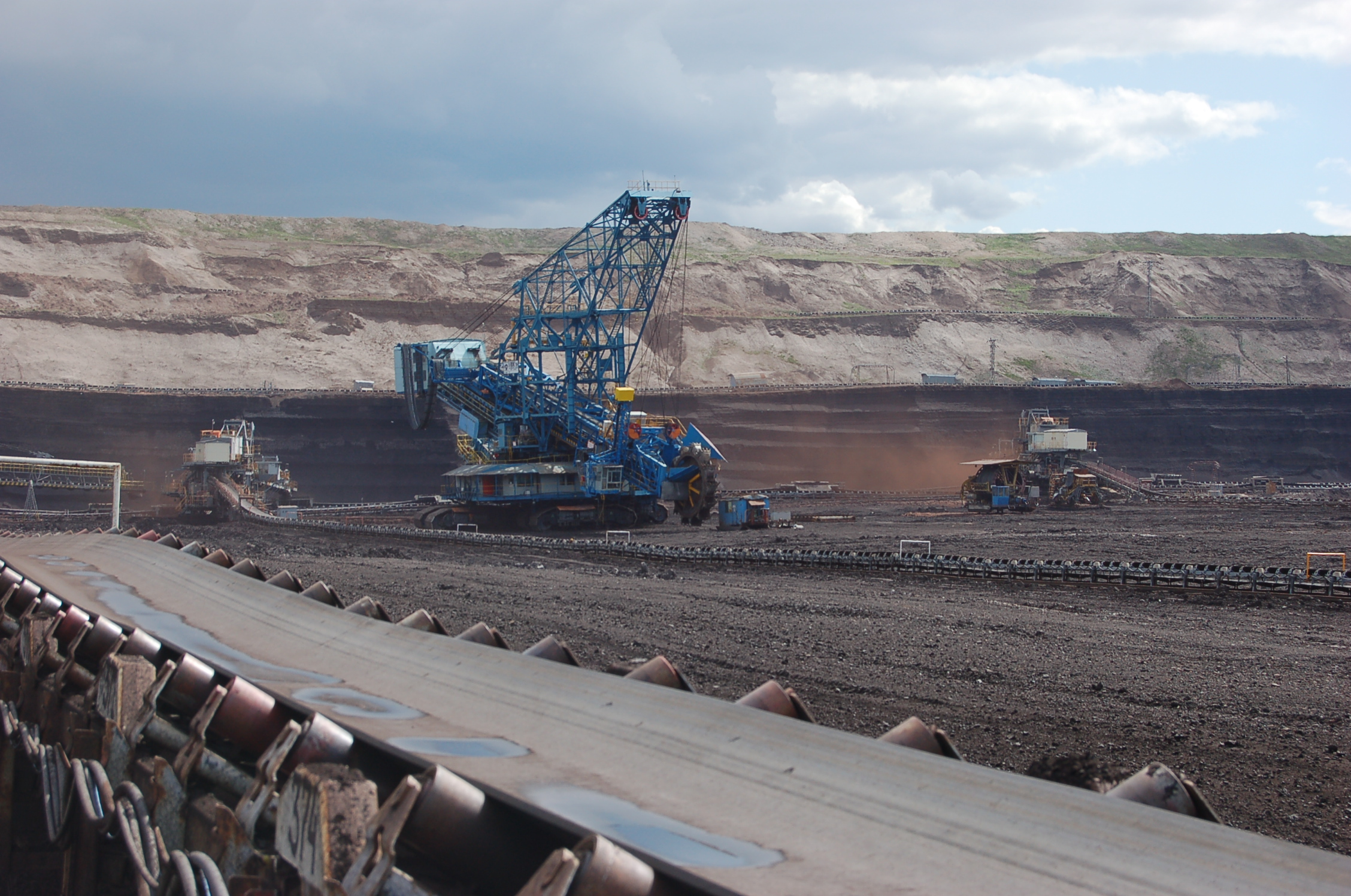
Velkostroj v lomu Tušimice - Libouš

V Severočeské hnědouhelné pánvi se nacházejí nebo nacházely lomy:
- Lom Bílina (Maxim Gorkij)
- Lom Most – Ležáky (Kopisty)
- Lom ČSA (Československá Armáda)
- Lom Obránců míru
- Lom Jan Šverma
- Lom Vršany
- Lom Hrabák
- Lom Tušimice – Libouš (Merkur)
- Lom Chabařovice (Jezero Milada)

### Seznam lomů v Sokolovské pánvi
V Sokolovské pánvi se nachází nebo nacházely lomy:
- Lom Jiří
- Lom Družba
- Lom Boden
- Lom Přátelství (velkolom)
- Lom Dukla (velkolom)
- Lom Libík
- Lom Medard (Jezero Medard)